# براندون فوستر
براندون فوستر (بالإنجليزية: Brandon Foster)‏ هو لاعب كرة قدم أمريكية أمريكي، ولد في 25 ديسمبر 1984.